# Times New Roman
Times New Roman (oder Times) ist eine Barock-Antiqua-Schrift, die ursprünglich 1931 von Stanley Morison und Victor Lardent entworfen wurde. Sie ist serifenbetont, und mittlerweile gibt es zu ihr zahlreiche Varianten. Als Computerschrift wurde die Times durch Produkte der Unternehmen Adobe, Microsoft und Apple populär, sodass sie heute zu den bekanntesten und meistverwendeten Schriften gehört.
Zur genauen Entstehung der Times gibt es mehrere voneinander abweichende Darstellungen. Einig ist man sich darüber, dass die Times unter der Regie Morisons für die Zeitung The Times entworfen wurde und dass er sich beim Design ihrer Kleinbuchstaben an der „Plantin“ von Frank Hinman Pierpont orientierte.
Zur Herstellung der Matrizen schloss die Times of London Zulieferverträge sowohl mit Monotype Corporation als auch mit Linotype & Machinery, Ltd. und erlaubte ihnen auch, die Schrift nach einem Jahr exklusiver Verwendung selbst für die freie Nutzung zu veröffentlichen. Mergenthaler Linotype führte die Schrift 14 Jahre später ein. Sowohl Monotype als auch Linotype erheben heute Anspruch auf die Markenrechte.
Die Times wurde bald im Verlagswesen häufig verwendet. Sie ist, mittlerweile nicht mehr von The Times benutzt, weiterhin besonders im Zeitungsdruck und in der Bürokommunikation beliebt. Sie bietet mehrere Vorteile für eine Zeitungsschrift: Sie ist robust, klar und einfach lesbar sowie im Platzverbrauch ökonomisch, daher für schmalspaltige Texte besonders geeignet.
Seit 1. Februar 2004 sind auf Anordnung des US-Außenministeriums alle US-diplomatischen Dokumente in Times New Roman in 14 Punkt statt der vorherigen Courier New in 12 Punkt zu drucken.

## Times als Computerschrift
Ihre heute im Alltag große Bekanntheit beruht auf der Integration von Times-Varianten in weit verbreiteten Softwareprodukten. Eine digitale Version der Times Roman wurde von Adobe in ihren ersten PostScript-Interpreter (und somit auch Laserdrucker) integriert. Später lieferten Microsoft und Apple sie als Teil ihrer Betriebssysteme Windows und macOS aus.
Windows wird mit Monotypes Times New Roman ausgeliefert, während Mac OS Linotypes Times Roman enthält. Auf Unix-artigen Systemen findet sich normalerweise Nimbus Roman No9 L von URW Type Foundry. Das ist URWs als Public Domain veröffentlichte PostScript-Version der Times Roman. Davon abgeleitet und hinsichtlich des Zeichensatzes sowie der Typenqualität verbessert ist die ebenfalls freie Implementierung TeX Gyre Termes, die insbesondere für das TeX-Textsatzsystem geschaffen wurde. 
Times New Roman ist Microsofts Name für die TrueType-Version der Times New Roman PS, einer schmaleren Variante von Monotypes klassischem Typ. Die PS-Version wurde auf Wunsch Microsofts von Monotype eingeführt, um mit den Maßen der Times Roman (einer der PostScript-Kernschriften Linotypes) übereinzustimmen. Sie hat feinere Großbuchstaben, die ursprünglich für den Druck deutscher Texte (da hier im Gegensatz zum Englischen sehr viel mehr Großbuchstaben vorkommen) entworfen wurden.
Die Unterschiede zwischen Times Roman und Times New Roman liegen größtenteils im Warenzeichen. Allerdings gibt es durchaus stilistische Unterschiede, die Buchstabe für Buchstabe nicht auffallen mögen, es im direkten Vergleich aber doch tun. Untenstehendes Schriftbeispiel zeigt die drei genannten Varianten untereinander. Außerdem ist die Times Ten, eine Spezialversion der Times Roman für Punktgrößen unter 12, und die Times Europa, eine noch robustere Variante der Times Roman für schlechteres Papier, zu sehen.

Beispiele für Times
Times New Roman
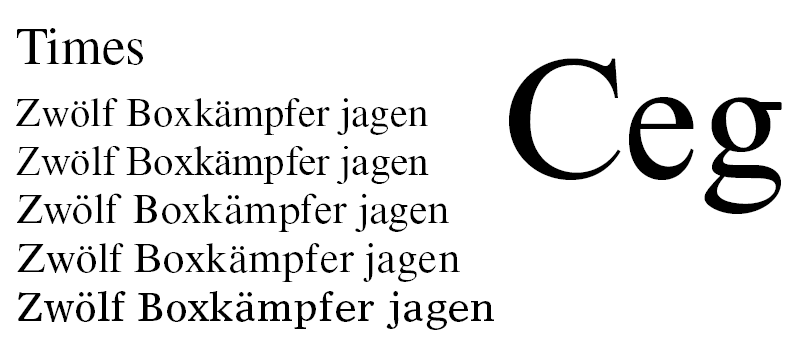
Times Roman, Times New Roman PS MT, Times New Roman MT, Times Ten und Times Europa